# صلاح إبراهيم أحمد
صلاح إبراهيم أحمد مواليد 1 يوليو 1947 في العراق، هو لاعب كرة قدم عراقي سابق كان يلعب في مركز الدفاع، لعب في صفوف منتخب العراق لكرة القدم في كأس آسيا 1972.